# Trey Hardee
Trey Hardee (Birmingham, 7 februari 1984) is een Amerikaans meerkamper. Hij werd in 2009 nationaal kampioen op de tienkamp en veroverde datzelfde jaar ook de wereldtitel, die hij twee jaar later prolongeerde. Hij heeft tweemaal deelgenomen aan de Olympische Spelen, waaraan hij één zilveren plak over heeft gehouden.

## Biografie

### Start en eerste successen
Hardee begon zijn sportieve carrière als basketbalspeler, maar toen hij als junior buiten de varsityploeg van zijn school werd gehouden, ging hij zich richten op de atletiek. In zijn middelbareschoolperiode deed hij vooral aan polsstokhoogspringen, maar nam één keer per jaar ook deel aan de tienkamp bij het staatskampioenschap. Als goede polsstokspringer kreeg hij een plaats aangeboden op de Mississippi State University, maar die doekte in 2004 het indoor atletiekprogramma op en Hardee werd een Longhorn aan de Universiteit van Texas in Austin.
In 2005 werd Hardee NCAA-kampioen op de tienkamp. Op 5 en 6 april 2006 zette hij een NCAA-record van 8465 punten neer tijdens de Texas Relays, hij verbeterde daarmee het record van Tom Pappas, dat al sinds 1999 in de boeken stond. In hetzelfde jaar verbeterde hij ook het NCAA-indoorrecord op de zevenkamp. Bij wedstrijden in Albuquerque won hij met 6208 punten, 72 punten beter dan het record van Donovan Kilmartin uit 2004. In 2007 zette Hardee geen grote resultaten neer, door een operatie aan zijn pols en een aanhoudende liesblessure. Een jaar later tijdens de Amerikaans trials voor de Olympische Spelen van 2008 werd Hardee, in een PR van 8534 punten, tweede na Bryan Clay en verzekerde zich daarmee van een plaatsje in het olympische team.

### Pech in Peking, succes in Berlijn
Op de Olympische Spelen van Peking liet Hardee de kans op een goede prestatie uitgerekend liggen bij het polsstokhoogspringen. Na het discuswerpen stond Hardee vierde in de tussenstand met 6114 punten. Hij miste echter drie keer op zijn aanvangshoogte van 4,70 m bij het polsstokhoogspringen en vergaarde dus geen punten, waarna hij voor de rest van de tienkamp verstek liet gaan.

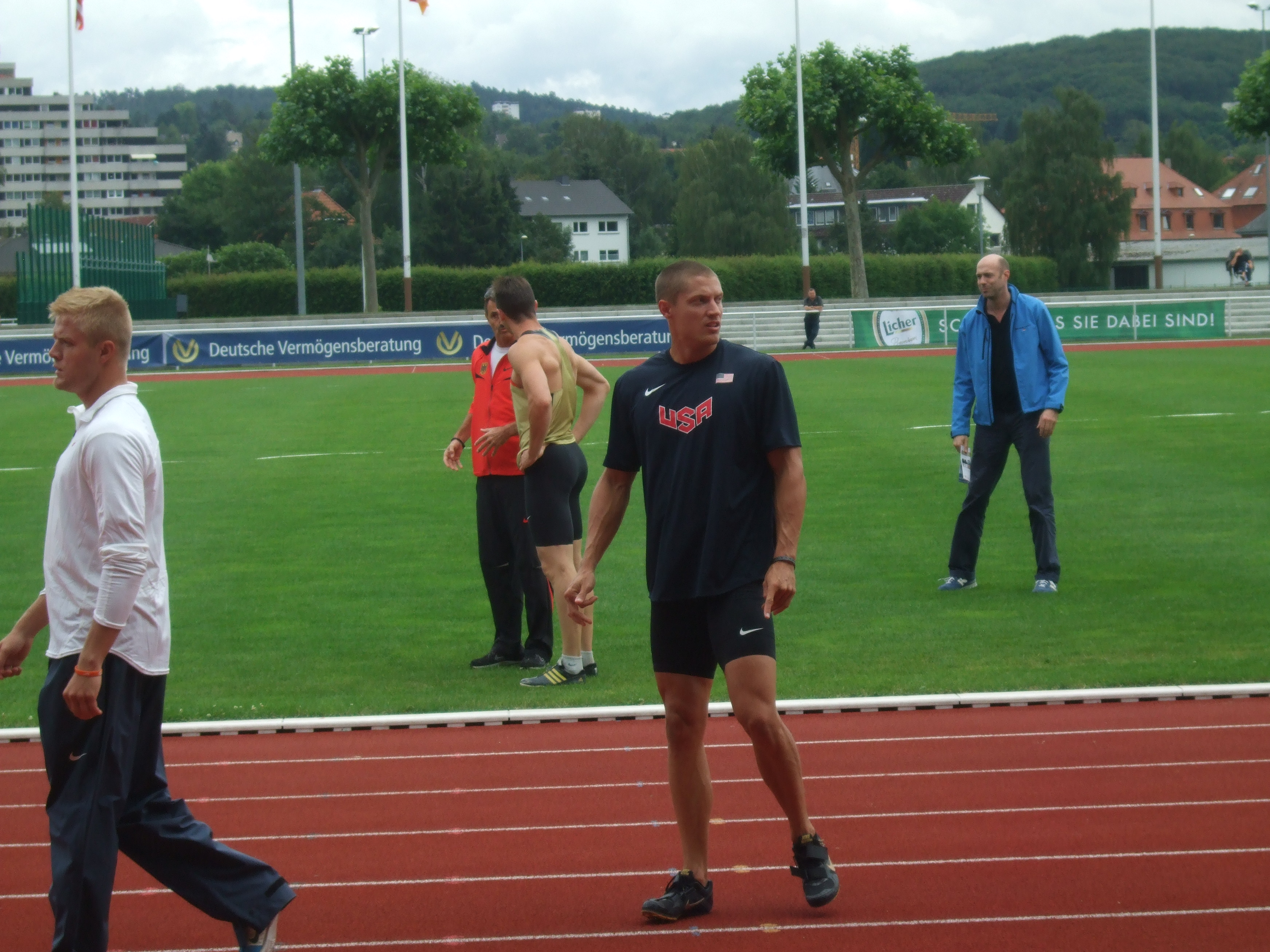
Hardee tijdens de Thorpe Cup: een interland tussen Duitsland en de Verenigde Staten.

In 2009 werd hij voor het eerst nationaal kampioen op de tienkamp. Bij afwezigheid van Bryan Clay kroonde hij zich bij de Amerikaanse trials voor de wereldkampioenschappen in Berlijn tot nationaal kampioen met een puntentotaal van 8261. Ook was hij succesvol bij de Hypo-Meeting waar hij met zes punten werd verslagen door de Duitser Michael Schrader. De score was met 8516 punten achttien punten achter zijn persoonlijke bestprestatie uit het jaar ervoor. Dit record verbeterde hij wel bij de WK. Hij kwam hier tot 8790 punten, waardoor hij wereldkampioen werd en daarbij de nummer twee, Leonel Suárez, 150 punten achter zich liet. Deze prestatie was tevens goed voor een eerste plek op de wereldranglijst.

### Wereldtitel geprolongeerd
In 2010 eindigde Hardee als tweede bij de wereldindoorkampioenschappen in Doha, achter landgenoot Bryan Clay. Outdoor deed Hardee mee aan de Hypo-Meeting, waar hij moest afhaken na de eerste dag door een liesblessure. Dat was voor hem een signaal om een hersteljaar te nemen: hij nam buiten één verspringwedstrijd niet meer deel aan wedstrijden om zowel mentaal als fysiek te herstellen van de wedstrijdseizoenen van 2008 en 2009. Het volgende seizoen was Hardee weer helemaal terug en won hij in mei de Hypo-Meeting. Hij besloot bij de nationale kampioenschappen niet een gehele tienkamp af te leggen, maar slechts enkele onderdelen doordat hij als regerend wereldkampioen zich al had gekwalificeerd voor de WK in Daegu. Daar wist hij zijn titel te verdedigen en met 8607 punten voor Ashton Eaton en Leonel Suárez te eindigen. Dit ondanks dat hij zich bij het op een na laatste onderdeel, het speerwerpen, blesseerde aan zijn elleboog, waaraan hij later een operatie onderging.

### Zilver op OS in Londen
Hardee sloeg in het olympische jaar 2012 de Hypo-Meeting over, maar kwam wel in actie tijdens de Amerikaanse olympische selectiewedstrijden. Hier eindigde hij als tweede, achter Ashton Eaton die het wereldrecord verbeterde. Ook bij de Olympische Spelen van Londen moest Hardee zijn landgenoot voor zich dulden: Hardee werd tweede en pakte zijn eerste olympische medaille met een score van 8671 punten.

## Titels
- Wereldkampioen tienkamp - 2009, 2011
- Amerikaans kampioen tienkamp - 2009, 2014
- NCAA-kampioen tienkamp - 2005

## Statistieken

### Persoonlijke records
Outdoor
| Onderdeel            | Prestatie | Wind (m/s) | Datum               | Plaats     |
| -------------------- | --------- | ---------- | ------------------- | ---------- |
| 100 m                | 10,39     | +0,2       | 29 mei 2010         | Götzis     |
| 200 m                | 21,09     | +0,3       | 13 mei 2006         | Waco       |
| 400 m                | 47,51     |            | 7 juni 2006         | Sacramento |
| 1500 m               | 4.40,94   |            | 9 augustus 2012     | Londen     |
| 110 m horden         | 13,54     | +0,1       | 9 augustus 2012     | Londen     |
| hoogspringen         | 2,05      |            | 21 augustus 2008    | Peking     |
| polsstokhoogspringen | 5,35      |            | 26 juni 2015        | Eugene     |
| verspringen          | 7,88      | +0,6       | 28 mei 2011         | Götzis     |
| kogelstoten          | 15,72     |            | 22 juni 2012        | Eugene     |
| discuswerpen         | 52,68     |            | 3 april 2008        | Austin     |
| speerwerpen          | 68,99     |            | 28 augustus 2011    | Daegu      |
| tienkamp             | 8790      |            | 19/20 augustus 2009 | Berlijn    |

Indoor
| Onderdeel            | Prestatie | Datum           | Plaats       |
| -------------------- | --------- | --------------- | ------------ |
| 55 m                 | 6,30      | 14 januari 2006 | Houston      |
| 60 m                 | 6,71      | 10 maart 2006   | Fayetteville |
| 1000 m               | 2.47,76   | 13 maart 2010   | Doha         |
| 60 m horden          | 7,70      | 2 februari 2010 | Göteborg     |
| hoogspringen         | 2,06      | 12 maart 2010   | Doha         |
| polsstokhoogspringen | 5,30      | 27 januari 2006 | Albuquerque  |
| verspringen          | 7,85      | 2 maart 2007    | Fayetteville |
| kogelstoten          | 15,94     | 28 januari 2011 | New York     |
| zevenkamp            | 6208      | 27 januari 2006 | Albuquerque  |

### Opbouw PR meerkamp en potentieel record op basis van PR's
In de tabel staat de uitsplitsing van het persoonlijk record op de tienkamp. In de kolommen ernaast staat ook het potentieel record, met alle persoonlijke records op de losse onderdelen en de bijbehorende punten.
|                  | Uitsplitsing PR | Uitsplitsing PR | Uitsplitsing PR |              | Potentieel record | Potentieel record |
| Onderdeel        | Prestatie       | Wind (m/s)      | Punten          | Pers. record | Punten            |                   |
| ---------------- | --------------- | --------------- | --------------- | ------------ | ----------------- | ----------------- |
| 100 m            | 10,45           | +0,2            | 987             | 10,39        | 1001 1            |                   |
| verspringen      | 7,83            | +1,9            | 1017            | 7,88         | 1030              |                   |
| kogelstoten      | 15,33           |                 | 810             | 15,94        | 848               |                   |
| hoogspringen     | 1,99            |                 | 794             | 2,06         | 859               |                   |
| 400 m            | 48,13           |                 | 903             | 47,51        | 933               |                   |
| 110 m horden     | 13,86           | +0,3            | 993             | 13,54        | 1035              |                   |
| discuswerpen     | 48,08           |                 | 830             | 52,68        | 926               |                   |
| polsstokspringen | 5,20            |                 | 972             | 5,35         | 1020              |                   |
| speerwerpen      | 68,00           |                 | 859             | 68,99        | 874               |                   |
| 1500 m           | 4.48,91         |                 | 625             | 4.40,94      | 674               |                   |
| Puntentotaal     |                 |                 | 8790            |              | 9200              |                   |

1Prestatie zonder rugwind-voordeel; met windvoordeel 10,28 1028 punten.

## Belangrijkste resultaten

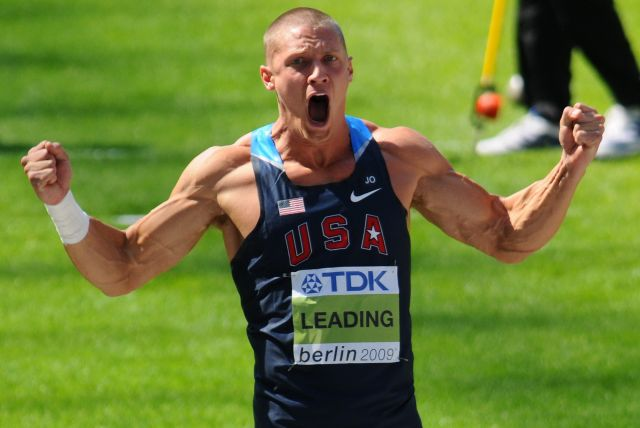
Tijdens de WK van 2009.

| Jaar | Wedstrijd                                                                                | Prestatie                                                      |
| ---- | ---------------------------------------------------------------------------------------- | -------------------------------------------------------------- |
| 2003 | NCAA-kamp.                                                                               | 5e (7468 punten)                                               |
| 2004 | NCAA-kamp. SEC-kamp.                                                                     | (8041 punten) · (7480 punten)                                  |
| 2005 | NCAA-kamp. Texas Relays NCAA-indoorkamp.                                                 | (7881 punten) · (7839 punten) · (5859 punten)                  |
| 2006 | NCCA-kamp. Texas Relays                                                                  | 9e (7263 punten) · (8465 punten)                               |
| 2007 | -                                                                                        |                                                                |
| 2008 | Amerikaanse kamp./Olympische trials                                                      | (8524 punten)                                                  |
| 2009 | Amerikaanse kamp./WK-trials Hypomeeting tienkamp WK IAAF World Combined Events Challenge | (8261 punten) · (8516 punten) · (8790 punten) · (25567 punten) |
| 2010 | WK indoor                                                                                | (6184 punten)                                                  |
| 2011 | Hypomeeting tienkamp WK                                                                  | (8689 punten) · (8607 punten)                                  |
| 2012 | OS                                                                                       | (8671 punten)                                                  |
| 2013 | -                                                                                        |                                                                |
| 2014 | Hypomeeting tienkamp Amerikaanse kamp.                                                   | (8518 punten) · (8599 punten)                                  |

1983 Daley Thompson ·
1987 Torsten Voss ·
1991 Dan O'Brien ·
1993 Dan O'Brien ·
1995 Dan O'Brien ·
1997 Tomáš Dvořák ·
1999 Tomáš Dvořák ·
2001 Tomáš Dvořák ·
2003 Tom Pappas ·
2005 Bryan Clay ·
2007 Roman Šebrle ·
2009 Trey Hardee ·
2011 Trey Hardee ·
2013 Ashton Eaton ·
2015 Ashton Eaton ·
2017 Kévin Mayer ·
2019 Niklas Kaul ·
2022 Kévin Mayer ·
2023 Pierce LePage